# Terra da Padroeira
Terra da Padroeira é um programa musical sertanejo da Rede Aparecida, apresentado por Kleber Oliveira, Tonho Prado, e Menino da Porteira.

## Audiência
É o programa de maior audiência do canal, muitas vezes na quarta colocação (há cerca de 13 anos) e em alguns casos ultrapassando emissoras maiores como a Band e RedeTV!  na Grande São Paulo. Em ocasiões exclusivas atingiu o 3° lugar (por um curto período) nas medições do IBOPE, aferidas na maior metrópole brasileira.  Em 11 de novembro de novembro de 2018 chegou a 1.3 pontos (273.710 mil telespectadores) e em 17 de julho de 2016 teve um pico de 1.58 pontos (superior a 100 mil telespectadores).